# Theater (kunstvorm)
Theater is een verzamelnaam voor kunstvormen waarbij één of meer acteurs levende voorstellingen maken voor een publiek. Wanneer met deze kunstvorm wordt opgetreden op een toneelvloer gaat het soms om een toneelvoorstelling. Maar ook poppentheater en straattheater valt eronder.

## Geschiedenis
Het westerse theater vindt zijn oorsprong in religieuze feesten in het oude Griekenland, waar verhalen over de goden werden uitgebeeld door priesters.
In de 5e eeuw v.Chr. hield de stad Athene iedere lente een driedaagse theaterwedstrijd ter ere van Dionysos. De winnende dichters waren zo populair dat ze vaak werden verkozen in belangrijke politieke of militaire ambten. Sophocles won niet minder dan twintig keer de prijs voor de beste tragedie.
Het Romeinse theater was gebaseerd op het Griekse voorbeeld. De Romeinen vestigden een sterke traditie in de theaterarchitectuur en vonden onder meer het amfitheater uit. Inhoudelijk beïnvloedden zij sterk alle latere vormen van klucht en melodrama.
Ook in de christelijke wereld was theater aanvankelijk vaak godsdienstig geïnspireerd en met name het passiespel was populair. Niet-religieuze toneelvoorstellingen waren soms verboden en in Engeland bloeide het moderne theater op na het intrekken van een dergelijk verbod door koningin Elizabeth I. De argumenten tegen niet-religieuze spelen richtten zich meestal tegen de heidense thematiek en tegen het immoreel gedrag dat de opvoering zou bevorderen bij de toeschouwers.
De commedia dell'arte is een vorm van improvisatietheater die uitgevonden werd in Italië en zijn hoogtepunt beleefde tussen de 16de en de 18de eeuw. De acteurs vermaakten het volk met kluchten rond een aantal vaste personages, herkenbaar aan hun maskers. Latere auteurs voor het toneel, de opera en het ballet grepen vaak terug naar de bekende personages; de Nederlandse Harlekijn is Arlecchino, en de Engelse marionet Punch (in het Nederlands Jan Klaassen) is afgeleid van Pulcinella.
Vanaf de 19de eeuw doet het naturalisme zijn intrede in het theater. Volgens de naturalisten was het bestaande theater gekunsteld, en niet in staat de veranderende sociale realiteit weer te geven. Zij gaven de voorkeur aan het taalgebruik van gewone mensen en aan thema's uit het leven van alledag, vooral met betrekking tot familierelaties. Ze wilden de diepten van de menselijke natuur blootleggen door onder het dunne vernislaagje van de beschaving te kijken.

## Theaterwerken in het Nederlandse taalgebied
Van het middeleeuwse religieuze theater is het bekendste overgeleverde stuk het anonieme mirakelspel Mariken van Nieumeghen (oudste bekende uitgave 1518).
Verschillende literaire canons nemen als oudste Nederlandstalige theaterauteur Joost van den Vondel op met de werken Gijsbrecht van Aemstel (1637), Maria Stuart (1646) en Lucifer (1654). Herman Heijermans is onder meer bekend van Op hoop van zegen (1900). In het recentere verleden moet Hugo Claus worden genoemd, die in 1955 schandaal maakte met zijn toneeldebuut Een bruid in de morgen, maar wiens Vrijdag (1969) het best de tand des tijds heeft doorstaan. Vanaf de jaren 1970 ontstaat een vernieuwde belangstelling voor het Nederlandse toneelstuk en sinds 1995 worden er in Nederland meer oorspronkelijk Nederlandstalige stukken dan vertalingen opgevoerd.

## Theatergezelschappen en productiehuizen
Theater wordt ten tonele gebracht door theatermakers. Dit kunnen gezelschappen zijn, kleinere werkverbanden tot solo-uitvoerders (solotoneel). Theaterorganisaties die zelf hun producties maken worden ook wel productiehuizen genoemd. Podia zoals theaterbedrijven kunnen voorstellingen inkopen, al dan niet via een impresario die als tussenpersoon of vertegenwoordiger werkt van een theatermaker. Vanuit de Nederlandse overheid wordt subsidie beschikbaar gesteld voor theatermakers en podia; de overheid stelt hiertoe cultuurnota's op waarin het financieringsbeleid voor theater is opgenomen.
Het grootste toneelgezelschap in Vlaanderen is het Toneelhuis, gebaseerd in de Antwerpse Bourlaschouwburg.
In Nederland zijn de vier grootste gezelschappen: Toneelgroep Amsterdam, het Nationale Toneel, het Noord Nederlands Toneel en Toneelgroep Oostpool.
Het toneel in Suriname ontstond in de 18e eeuw als een koloniale afsplitsing van zijn Europese tegenhanger maar ontwikkelde een eigen traditie met als bekendste gezelschap het al in 1837 opgerichte Thalia.

## Relatie tussen auteur en acteur
Net zoals bij andere podiumkunsten, en in tegenstelling tot de scheppende kunst, komt theater tot het publiek in twee duidelijk onderscheiden fasen. Een auteur schrijft een tekst, eventueel met regie-aanwijzingen, die vervolgens door acteurs wordt vertolkt.
Om het toneelstuk te kunnen smaken, moeten de toeschouwers zich kunnen inleven in het verhaal. De belangrijkste taak van de acteur is hun vertrouwen te winnen, ervoor te zorgen dat ze als werkelijk aanvaarden dat waarvan ze eigenlijk weten dat het een nabootsing is. Als de acteurs hun concentratie verliezen en achteloos worden, als ze aan het zicht worden onttrokken door ander acteurs, of als ze zich laten gaan in narcistisch poseren waaruit hun eigen aard meer naar voren komt dan die van hun personages, verliezen ze het vertrouwen van het publiek. Dit kan verklaren waarom critici soms een belangrijk nieuw toneelstuk veroordelen na de première, en waarom ze een stuk van weinig intrinsieke waarde aanvankelijk een hoge waardering geven.

## Theatervormen
De geschiedenis van het theater is nauw verweven met die van de muziek. De drama's in het oude Griekenland werden geheel of gedeeltelijk gezongen. De Romeinen vonden tapdansschoenen uit. Middeleeuwse bijbelopvoeringen werden gezongen ter lering van het ongeletterde volk. Daaruit ontstond gaandeweg een traditie van lichte pantomimes en komische opera's die verschillende eeuwen populair bleef, en die al stevig gevestigd was toen de ernstige opera opkwam in de 18e eeuw. De musical ontstond in Parijs van de jaren 1840 toen Jacques Offenbach het genre operette omvormde tot een internationale sensatie. Na enkele ontwikkelingen in Wenen hervormden de Britten de musical met de komische scheppingen van toneelschrijver William Gilbert en klassiek musicus Arthur Sullivan, waarna de Verenigde Staten deze kunstvorm domineerden in de twintigste eeuw.

### Naar speellocatie
- Circustheater
- Locatietheater
- Openluchttheater
- Straattheater
- Toneel
- Wagenspel

### Naar spelvorm
- Bewegingstheater (zoals butoh)
- Eenakter
- Improvisatietheater (zoals theatersport)
- Muziektheater
  - Ballet
  - Dans
  - Musical
  - Opera
  - Operette
- Pantomime
- Poppentheater (waaronder Poppenkasttheater)
- Solotoneel

### Naar spelinhoud/genre
- Absurd toneel
- Blijspel
- Cabaret
- Drama, waaronder:
  - Historisch drama
  - Melodrama
- Klassiek toneel
- Klucht
- Komedie
- Tragedie
- Variété
- Wetenschapstheater
- Vormingstheater
- Wraaktragedie

### Naar tijd in het jaar
- Passiespel
- Kerstspel
- Oudejaarsconference

### Overig
- Animatronicsshow
- Commedia dell'arte
- Engels renaissancetheater
- Episch theater
- Kindertheater (met bijv. kindergezelschappen)
- Mime
- Mirakelspel
- Mysteriespel
- Nogaku en no-spel, Japan
- Performance art
- Re-enactment
- Repertoiretoneel
- Schimmenspel (waaronder wayang)
- Randai (theatervorm in West-Sumatra, Indonesië)

## Vorming
Er bestaat een verscheidenheid aan professionele vormingen tot acteur en regisseur. Een toneelschool is een opleidingsinstituut dat dergelijke opleidingen aanbiedt als professionele bachelorgraad of op masterniveau.
Daarnaast bestaan er voor de theatertechniek opleidingen tot theatertechnicus.
Theaterwetenschap is een interdisciplinaire studie die de studenten voorbereidt op wetenschappelijk onderzoek met betrekking tot alle vormen van theater. De universiteiten van Amsterdam, Antwerpen, Brussel, Gent, Leuven en Utrecht bieden bachelor- en masteropleidingen in de theaterwetenschap aan.
Theater kan ook worden beoefend op amateurniveau in onder meer het voortgezet onderwijs of kunstcentra, vaak onder leiding van een theaterdocent.
Het Landelijk Kennisinstituut Cultuureducatie en Amateurkunst (LKCA) is een kennisinstituut voor amateurtheater. Het voormalig Theater Instituut Nederland was een genre-instituut voor professionele theater(maker)s.
Gericht op studenten tussen de 15 en 18 jaar, is in Noordwijkerhout het YET (Youth Europe en Theatre) gestart, een Europees theateruitwisselingsproject tussen verschillende Europesche landen.  